# 変身物語
『変身物語』（へんしんものがたり、ラテン語: Metamorphōseōn librī）は、古代ローマの詩人オウィディウスによるラテン文学の名作。神話原典のひとつである。『転身物語』（てんしんものがたり）や、原題のまま『メタモルポーセース』などとも呼ばれる。

## 概要
15巻で構成されており、ギリシア・ローマ神話の登場人物たちが様々なもの（動物、植物、鉱物、更には星座や神など）に変身してゆくエピソードを集めた物語となっている。
中世文学やシェイクスピア、そしてグリム童話にも大きな影響を与えた。ナルシストの語源ともなった、ナルキッソスが呪いにより自己愛に目覚め、やがてスイセンになる話、そのナルキッソスを愛するエーコーが木霊になる話、蝋で固めた翼で空を飛んだイーカロスが墜落死する話、アポローンに愛されるもゼピュロスの嫉妬によりアポローンの投げた円盤に当たって死んでしまうヒュアキントスがヒヤシンスの花になる話など、有名なエピソードも本作に収められている。

## 日本語訳
- Publius Ovidius Naso『転身物語』田中秀央・前田敬作訳、人文書院、1966年。
  - オウィディウス『転身物語』田中秀央・前田敬作訳、人文書院、1984年6月。ISBN 4-409-14009-4。新装再刊
    - オウィディウス『転身物語 上』田中秀央・前田敬作訳、グーテンベルク21、2014年7月。ASIN B00LGDVWKW。電子書籍
    - オウィディウス『転身物語 下』田中秀央・前田敬作訳、グーテンベルク21、2014年7月。ASIN B00LGDVWK2。電子書籍
- オウィディウス『転身譜』松本克己訳 -『世界文学全集 2 ギリシャ神話』筑摩書房、1969年。抜粋訳
- オウィディウス『変身物語 上』中村善也訳、岩波文庫、1981年9月。ISBN 4-00-321201-0。
- オウィディウス『変身物語 下』中村善也訳、岩波文庫、1984年2月。ISBN 4-00-321202-9。
  - オウィディウス『変身物語 上・下』中村善也訳、岩波書店〈ワイド版岩波文庫〉、2009年9月。ISBN 978-4-00-007313-4。ISBN 978-4-00-007314-1
- 鈴木利久『『変身物語』を読む　羅英対訳詳註 1』溪水社、2001年8月。ISBN 4-87440-666-1。
- 鈴木利久『『変身物語』を読む　羅英対訳詳註 2』溪水社、2006年2月。ISBN 4-87440-906-7。
- 鈴木利久『『変身物語』を読む　羅英対訳詳註 3』溪水社、2007年2月。ISBN 978-4-87440-964-0。
- 鈴木利久『『変身物語』を読む　羅英対訳詳註 4』溪水社、2008年2月。ISBN 978-4-86327-007-7。
- オウィディウス『変身物語 1・2』高橋宏幸訳、京都大学学術出版会〈西洋古典叢書〉、2019年5月-2020年5月
- オウィディウス『変身物語 上・下』大西英文訳、講談社学術文庫、2023年9月。電子書籍も刊